# Yves, Charente-Maritime

Yves este o comună în departamentul Charente-Maritime, Franța. În 1 ianuarie 2022 avea o populație de 1.508 de locuitori.